# Constantin Lécapène
Pour les articles homonymes, voir Lécapène.
Constantin Lécapène (en grec : Κωνσταντίνος Λακαπηνός), né en 912 et mort vers 946, est le troisième fils de Romain Ier Lécapène et de Théodora. Il est co-empereur de 924 à 945. Avec son frère aîné, Étienne Lécapène, il dépose Romain Ier en décembre 944, ce qui conduit à son propre renversement et exil par l'empereur légitime Constantin VII Porphyrogénète quelques semaines plus tard. Il est exilé sur l'île de Samothrace où il est tué en tentant de s'échapper entre 946 et 948.

## Biographie

### Famille
Constantin est l'un des plus jeunes fils de Romain Ier Lécapène et de sa femme Théodora. Théophane continué le mentionne comme le plus jeune fils du couple tandis que Georges Cédrène, qui écrit au XIe siècle, considère qu'il est le troisième de leurs quatre enfants. Ses frères aînés sont Christophe Lécapène (co-empereur de 921 à 931) et Étienne Lécapène (co-empereur de 924 à 945). Quant à Théophylacte de Constantinople (patriarche de Constantinople entre 933 et 956), on ne sait pas s'il s'agit d'un frère plus jeune ou légèrement plus âgé. Il a aussi plusieurs sœurs dont Hélène Lécapène, mariée à l'empereur Constantin VII et Agathe, mariée à Romain Argyre. Il a probablement deux autres sœurs anonymes, connues seulement du fait de leur mariage avec les magistros Romain Mousélé et Romain Saronitès,.

### Règne
Romain Lécapène arrive au pouvoir en 919 quand il parvient à se nommer comme régent du jeune Constantin VII qu'il marie avec sa fille Hélène. Durant une année, il parvient à passer de la dignité de basiléopatôr à celle de césar avant d'être couronné empereur le 17 décembre 920. Pour consolider son accession au pouvoir et, dans le but de supplanter la dynastie macédonienne par sa propre famille, il élève son fils aîné Christophe comme co-empereur en mai 921, puis ses deux autres fils le 25 décembre 924,.
Après la mort précoce de Christophe en 931 et, du fait de la mise de côté de facto de Constantin VII, Étienne et Constantin voient leur importance s'accroître même si, dans la hiérarchie impériale, ils restent à un rang inférieur à celui de Constantin VII. En 939, Constantin Lécapène se marie une première fois avec Hélène, une fille du patrice Adrien, un Arménien.
Syméon Magistère rapporte qu'Hélène meurt le 14 janvier 940 et, le 2 février, Constantin Lécapène se remarie avec Théophano Mamas. Il a un fils nommé Romain mais l'identité de sa mère est inconnue et il est castré en 945, peu après le renversement des Lécapène, pour l'empêcher de réclamer le pouvoir impérial. Néanmoins, il poursuit une carrière à la cour impériale, atteignant le rang de patrice et la fonction d'éparque de Constantinople.
Étienne et Constantin arrivent au premier plan, en 943, quand ils s'opposent à un mariage pour leur neveu Romain II avec Euphrosyne, une fille du célèbre général Jean Kourkouas. Toutefois, si une telle union aurait sûrement consolidé la loyauté de l'armée envers les Lécapène, elle aurait aussi renforcé la position de la dynastie macédonienne légitime, représentée par Romain II et son père Constantin VII, aux dépens d'Étienne et Constantin. Ces derniers parviennent à l'emporter sur leur père, malade et vieillissant, tandis que Jean Kourkouas est mis de côté. Romain II se marie finalement avec Bertha, une fille illégitime d'Hugues d'Arles, roi d'Italie,.
Alors que Romain Ier approche de la fin de sa vie, la question de sa succession devient prioritaire. En 943, Romain prévoit de laisser Constantin VII comme seul empereur après sa mort. Cette décision mécontente ses deux fils, qui craignent que leur beau-frère ne les dépose une fois arrivé au pouvoir et les force à se retirer dans un monastère. Selon l'historien britannique Steven Runciman, ils sont motivés à la fois par la volonté de se préserver et d'ambition plus authentique. Ils planifient de prendre le pouvoir par un coup d'état où Étienne doit apparaître comme le maître d'œuvre et Constantin comme un partisan plutôt réticent.
Les autres conspirateurs sont Marianos Argyre, le protospathaire Basile Petenois, Manuel Kourtikès, le stratège Diogène, Clado et Philippe. Toutefois, Georges Cédrène considère que Peteinos a servi comme agent de Constantin VII auprès des conspirateurs. Le 20 décembre 944, ces derniers mettent leur plan en action. Les deux frères font pénétrer leurs partisans dans le Grand Palais au milieu de la journée. De là, ils conduisent leurs hommes dans la chambre de Romain Ier qu'ils font prisonnier sans difficultés. Ils parviennent à l'emmener au port le plus proche et, de là, à Proti, l'une des îles des Princes, un lieu classique d'exil. Là, Romain Ier Lécapène accepte de devenir moine et renonce au trône.
Après être parvenus à déposer leur père sans encombre, les deux frères doivent désormais composer avec Constantin VII. Toutefois, ils sont rapidement aux prises avec des rumeurs qui circulent à Constantinople et selon lesquelles, à la suite de la déposition de Romain, la vie de Constantin VII serait en danger. Très vite, des foules se rassemblent devant le palais, demandant à voir l'empereur en personne. L'historien lombard Liutprand de Crémone note que les ambassadeurs d'Amalfi, de Gaète, de Rome et de Provence présents dans la capitale byzantine prennent le parti de Constantin VII. Étienne et son frère doivent se résoudre à reconnaître que leur beau-frère est l'empereur principal.
Ce triumvirat à la tête de l'Empire dure à peu près quarante jours. Les trois hommes nomment rapidement de nouveaux chefs aux offices militaires. Bardas Phocas l'Aîné devient domestique des Scholes et Constantin Gongylès est placé à la tête de la marine byzantine. Constantin VII et son frère récompensent aussi leurs partisans. Ainsi, Peteinos devient patrice et grand hétériarque, Argyre est nommé comte des écuries et Kourtikès devient patrice et drongaire de la garde.
Toutefois, le 26 janvier, sur l'insistance de sa sœur, l'Augusta Hélène, un autre coup d'état renverse les deux Lécapène. Ils sont accusés d'avoir essayé d'empoisonner l'empereur Constantin VII, ce qui aboutit à ce que ce dernier occupe désormais seul le trône impérial,.

### Exil et mort
Constantin et son frère sont d'abord envoyés sur l'île de Proti. Là, selon les chroniques byzantines, ils auraient été accueillis par leur père qui cite un passage du Livre d'Isaïe (chapitre 1, verset 2) : « Cieux, écoutez ; terre, prête l'oreille, car le Seigneur a parlé. J'ai fait grandir des enfants, je les ai élevés, mais ils se sont révoltés contre moi. » Toutefois, Liutprand de Crémone rapporte une version différente. Selon lui, Romain Ier reçoit ses enfants avec sarcasme, les remerciant de ne pas l'avoir négligé et les priant d'excuser les moines à propos de leur ignorance quant aux manières de recevoir correctement des empereurs.
Constantin est ensuite envoyé sur Tenedos puis sur l'île de Samothrace. Finalement, il est tué lors d'une tentative d'évasion. La date de celle-ci est inconnue mais, étant donné que Théophane continué affirme que Romain Ier Lécapène voit dans un cauchemar la descente aux enfers de son fils au moment de la mort de Constantin, celle-ci peut se situer entre 946 et la propre mort de Romain en 948.